# Дои, Такао
Така́о До́и (яп. 土井 隆雄, ромадзи Doi Takao); род. 18 сентября 1954) — японский астронавт, доктор наук по аэрокосмическому машиностроению, доктор астрономии, выполнивший два полёта на американских космических челноках «Колумбия» и «Индевор» (1997, 2008). Первый японец, вышедший в открытый космос (1997).

## Биография
Родился 18 сентября 1954 года в Токио. Окончив среднюю школу в 1973 году, продолжил обучение в Токийском университете, где в 1978 году стал бакалавром, а в 1980 — магистром наук по машиностроению. В 1983 году Такао Дои защитил докторскую диссертацию по аэрокосмическому машиностроению в том же университете.
С 1983 года Т. Дои работал в японском Научно-исследовательском институте космоса и аэронавтики. В 1985 году перешёл в Национальное агентство по использованию космоса (NASDA).

### Космическая подготовка
20 июня 1985 года Такао Дои был отобран среди трёх японских кандидатов в астронавты первого набора. Получил назначение дублёром основного специалиста по полезной нагрузке в экипаж шаттла, который готовился для полёта по японской научной программе Spacelab J. Старт корабля планировался на 1988 год, но из-за катастрофы «Челленджера» он был перенесён на несколько лет.
В 1987—1988 годах Т. Дои работал в Колорадском университете в лаборатории по изучению гидродинамики в условиях невесомости.
В апреле 1990 году вновь начал готовиться к полёту по той же самой программе. Перенесённый полёт STS-47 состоялся в сентябре 1992 года. Т. Дои дублировал в нём своего соотечественника Мамору Мори.
С марта 1995 года в течение одного года проходил переподготовку в Космическом центре им. Л. Джонсона. По окончании подготовки присвоена квалификация специалиста полёта, получено назначение в отделение транспортных систем и управления отдела астронавтов.
В ноябре 1996 года назначен специалистом полёта в экипаж миссии STS-87.

## Космические полёты

### Первый полёт на «Колумбии» (STS-87)
Свой первый полёт 43-летний Такао Дои совершил 19 ноября — 5 декабря 1997 года на космическом корабле «Колумбия» (STS-87) в качестве специалиста полёта. Экипаж шаттла, в состав которого входил также украинский космонавт, выполнил большую серию научных экспериментов в области физики. Такао Дои совместно с Уинстоном Скоттом совершил два выхода в открытый космос. Во время первого выхода 25 ноября, длившегося 7 ч 43 мин, астронавты осуществили ручной захват неработоспособного спутника-платформы Spartan 201, а также испытали грузовой кран OTD со сменным блоком и инструменты для МКС. В ходе второго выхода 3 декабря (длительность 4 ч 59 мин) астронавты продолжили испытания крана и инструментов, а также запустили и вернули обратно дистанционно управляемый спутник Sprint. Это был первый выход в открытое космическое пространство, осуществлённый гражданином Японии.
Продолжительность полёта «Колумбии» составила 15 суток 16 ч 35 мин 1 с.

### Межполётная деятельность
После своего первого полёта Такао Дои получил назначение в отделение Международной космической станции отдела астронавтов НАСА. В рамках подготовки к полёту на МКС в августе — сентябре 2002 года прошёл цикл тренировок в Европейском центре астронавтов (Кёльн).
В 2004 году Т. Дои получил докторскую степень по астрономии в Университете Райса.
В мае 2006 года включён в экипаж миссии STS-123.

### Второй полёт на «Индеворе» (STS-123)
Второй полёт на шаттле «Индевор» (STS-123) Такао Дои совершил в возрасте 53 лет 11—27 марта 2008 года, снова в качестве специалиста полёта. Основной задачей международного экипажа была доставка на МКС первой секции японского орбитального модуля «Кибо». 18 марта Такао Дои провёл уникальный эксперимент на борту станции, бросив в невесомости бумеранг. Продолжительность полёта составила 15 суток 18 ч 10 мин 52 с. Это был один из самых длительных полётов шаттла.
Суммарная продолжительность двух космических полётов Такао Дои составила 31 сутки 10 ч 45 мин 53 с.
Статистика
| # | Стартовый корабль | Старт                 | Экспедиция | Корабль посадки | Посадка               | Налёт                       | Выходы в открытый космос | Время в открытом космосе |
| - | ----------------- | --------------------- | ---------- | --------------- | --------------------- | --------------------------- | ------------------------ | ------------------------ |
| 1 | Колумбия STS-87   | 19.11.1997, 19:45 UTC | STS-72     | Колумбия STS-87 | 05.12.1997, 12:20 UTC | 15 суток 16 часов 34 минуты | 2                        | 12 часов 42 минуты       |
| 2 | Индевор STS-123   | 11.03.2008, 06:28 UTC | STS-123    | Индевор STS-123 | 25.03.2008, 00:39 UTC | 15 суток 18 часов 10 минут  | 0                        | 0                        |
|   |                   |                       |            |                 |                       | 31 сутки 10 часов 45 минут  | 2                        | 12 часов 42 минуты       |

## После стартов
В 2009 году Т. Дои вернулся из НАСА в японское аэрокосмическое агентство JAXA, но уже спустя два с половиной месяца, 13 сентября 2009 года, уволился из отряда астронавтов, так как получил работу в аппарате ООН в Вене.
С 2016 года - профессор Киотского университета.

## Личная жизнь

### Семья
Жена — Хитоми Абэ.

### Увлечения
Теннис, полёты, бег трусцой, футбол и любительская астрономия. Будучи астрономом любителем, открыл две сверхновые: SN 2002gw и SN 2007aa.

## Награды
- Орден «За заслуги» III ст. (Украина, 19 июня 1998 года) — за значительный личный вклад в развитие космонавтики, укрепление международного сотрудничества в области космических исследований[6]